# Nikolaï Roumiantsev
Pour les articles homonymes, voir Roumiantsev.
Le comte Nikolaï Petrovitch Roumiantsev ou Romanzov (en russe : Николай Петрович Румянцев), né le 3 avril 1754, décédé le 3 janvier 1826.
Homme politique russe, il fut ministre du Commerce de 1802 à 1811, ministre des Affaires étrangères de 1808 à 1812, chancelier d'État de 1810 à 1812, président du Conseil d'État de 1795 à 1796, président du Conseil des ministres de 1807 à 1810 et de 1810 à 1812.
Son buste fut taillé dans le marbre par Louis-Marie Guichard, sculpteur français devenu sculpteur officiel de la Cour de Russie (1804-1814).

## Biographie
Issu d'une famille de la noblesse russe déjà connue au XIVe siècle, Nikolaï Petrovitch était le fils du comte Piotr Alexandrovitch Roumiantsev, comte Zadunaisky. 
Pendant les premières années du XIXe siècle, il eut une grande influence à la Cour impériale de Russie. Le comte fut nommé ministre des Affaires étrangères en 1808 et préconisa une nouvelle alliance avec la France. À la nouvelle de l'invasion de la Russie par les troupes napoléoniennes, le comte Roumiantsev fut victime d'un accident vasculaire (1812) et perdit l'ouïe. Lors de l'entrée de Napoléon dans Moscou, il demanda à l'empereur Alexandre de renvoyer le général Koutouzov et de rechercher la paix avec la France. Alexandre Ier retira donc sa confiance au comte qui prit sa retraite en 1814, juste avant le Congrès de Vienne.

## Collections du comte Roumiantsev

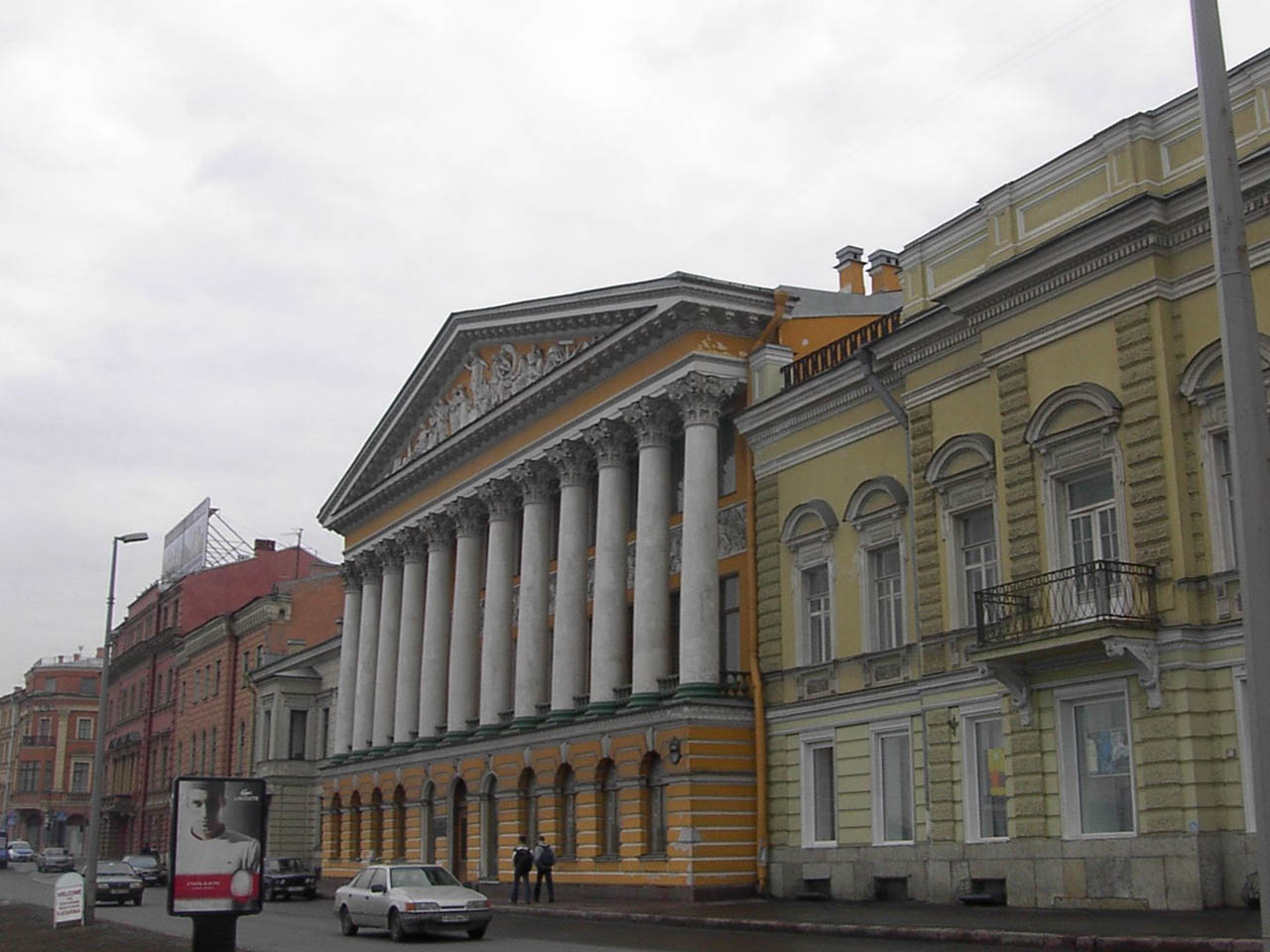
Façade du palais Roumiantsev

Pendant les nombreuses années qu'il passa au service de l'empereur Alexandre, le comte Roumiantsev amassa une vaste collection de documents historiques, des pièces de monnaie rarissimes, des cartes, des manuscrits et des livres anciens rédigés à la main. Il consacra ses loisirs aux sciences et aux arts : il acheta et fit imprimer le manuscrit du Codex diplomaticus de Mathias Dogial, ainsi que plusieurs autres manuscrits rares et utiles aux progrès des sciences. Tous ces trésors étaient réunis dans son palais du quai des Anglais à Saint-Pétersbourg, le palais Roumiantsev. Les collections furent réunies par la suite au Musée Roumiantsev (aujourd'hui Bibliothèque d'État russe) à Moscou dans la maison Pachkov. Le comte portait un vif intérêt pour l'Histoire russe et fit publier la première version imprimée de plusieurs chroniques anciennes et des monuments littéraires des slaves orientaux, avec l'aide notamment de Pavel Stroïev.

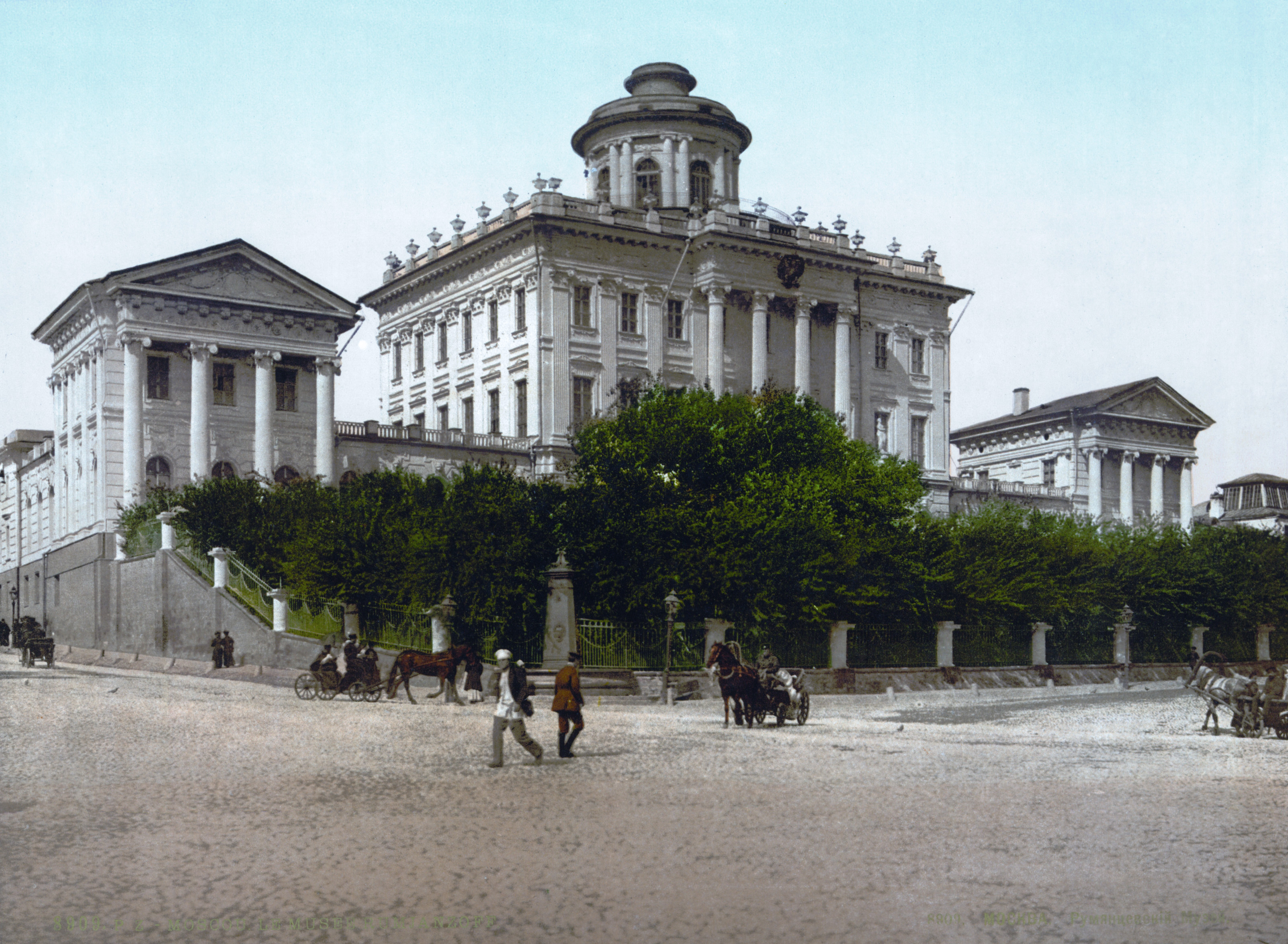
Maison Pachkov, appartenant à la Bibliothèque nationale russe, donnant sur le Kremlin à Moscou

## Le comte Roumiantsev protecteur des explorateurs russes
Le comte Roumiantsev fut également le grand protecteur des expéditions russes de l'époque. Il parraina le premier tour du monde effectué par un sujet de l'Empire russe en couvrant les frais du voyage de Krusenstern. Différentes fleurs exotiques portent son nom comme les Spiranthes romanzoffiana, une orchidée du continent nord-américain et un papillon des Philippines : le Papilio rumanzovia.